# Košťany (Vilémov)
Košťany (německy Koschtian) je malá vesnice, část městyse Vilémov v okrese Havlíčkův Brod v Kraji Vysočina. Nachází se asi 2,5 km na jih od Vilémova. V roce 2009 zde bylo evidováno 13 adres. V roce 2010 zde trvale žili dva obyvatelé. V údolí západně od Košťan protéká Petrovický potok, který je pravostranným přítokem říčky Hostačovky.
Košťany leží v katastrálním území Dálčice o výměře 2,6 km2.
V roce 1665 tuto ves koupil od Jana Stodkovského Jan Jindřich Sudek z Dluhé (zemřel 1679), který měl za manželku Anne Ludmilu Dobranovskou. Měli spolu syny Mikuláše a Jindřicha.

## Fotogalerie

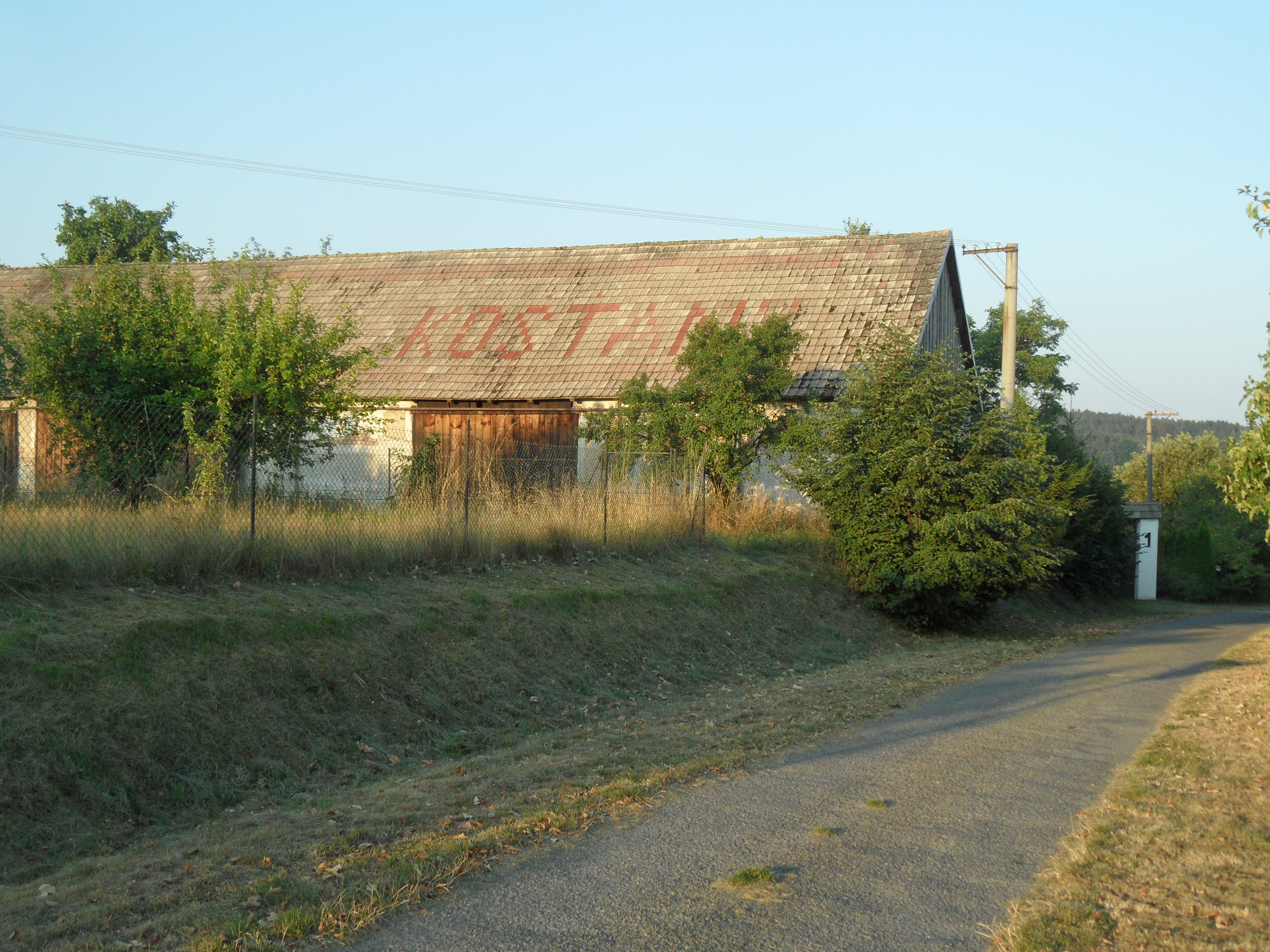
Stavení u cesty
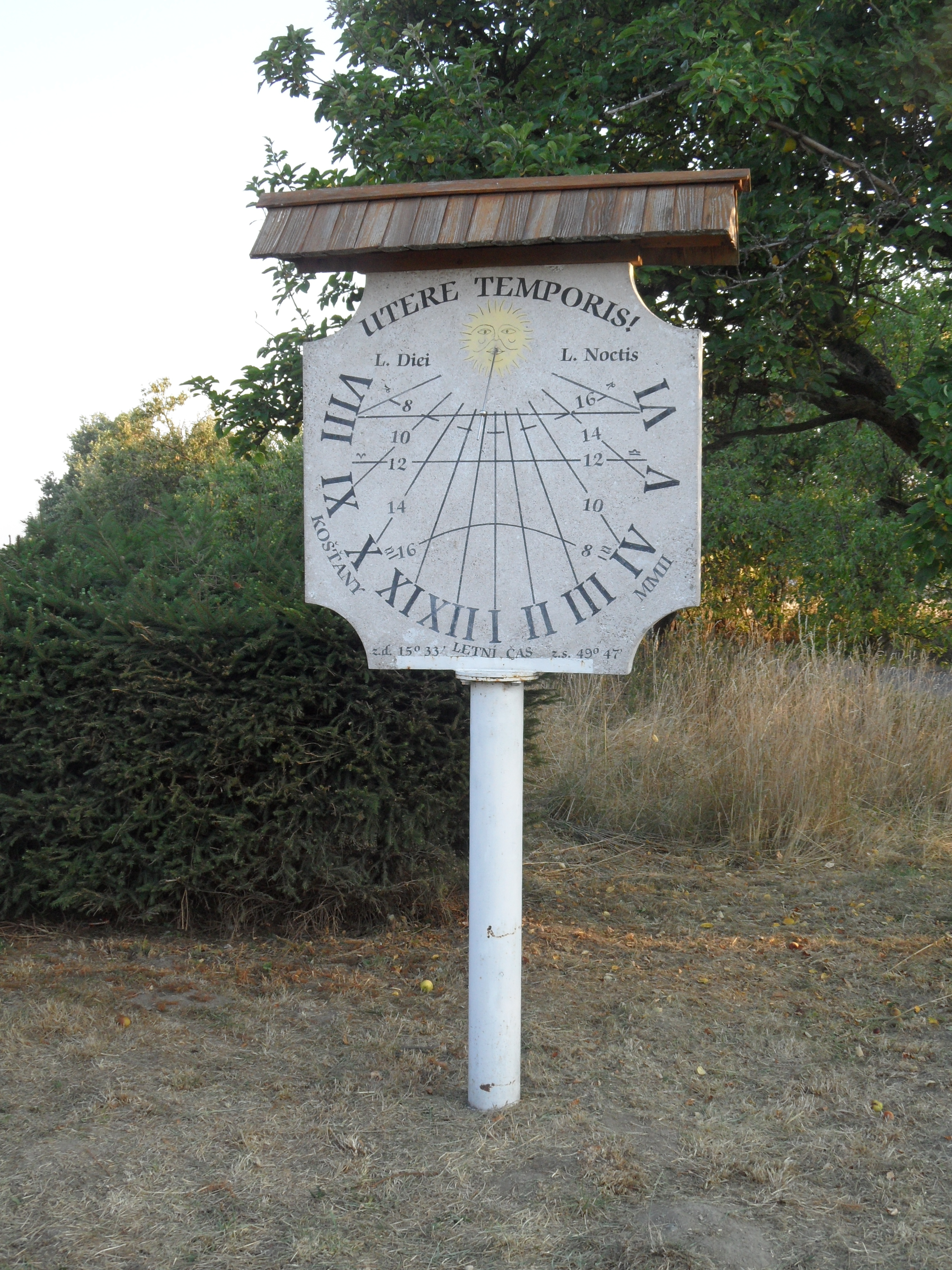
Sluneční hodiny
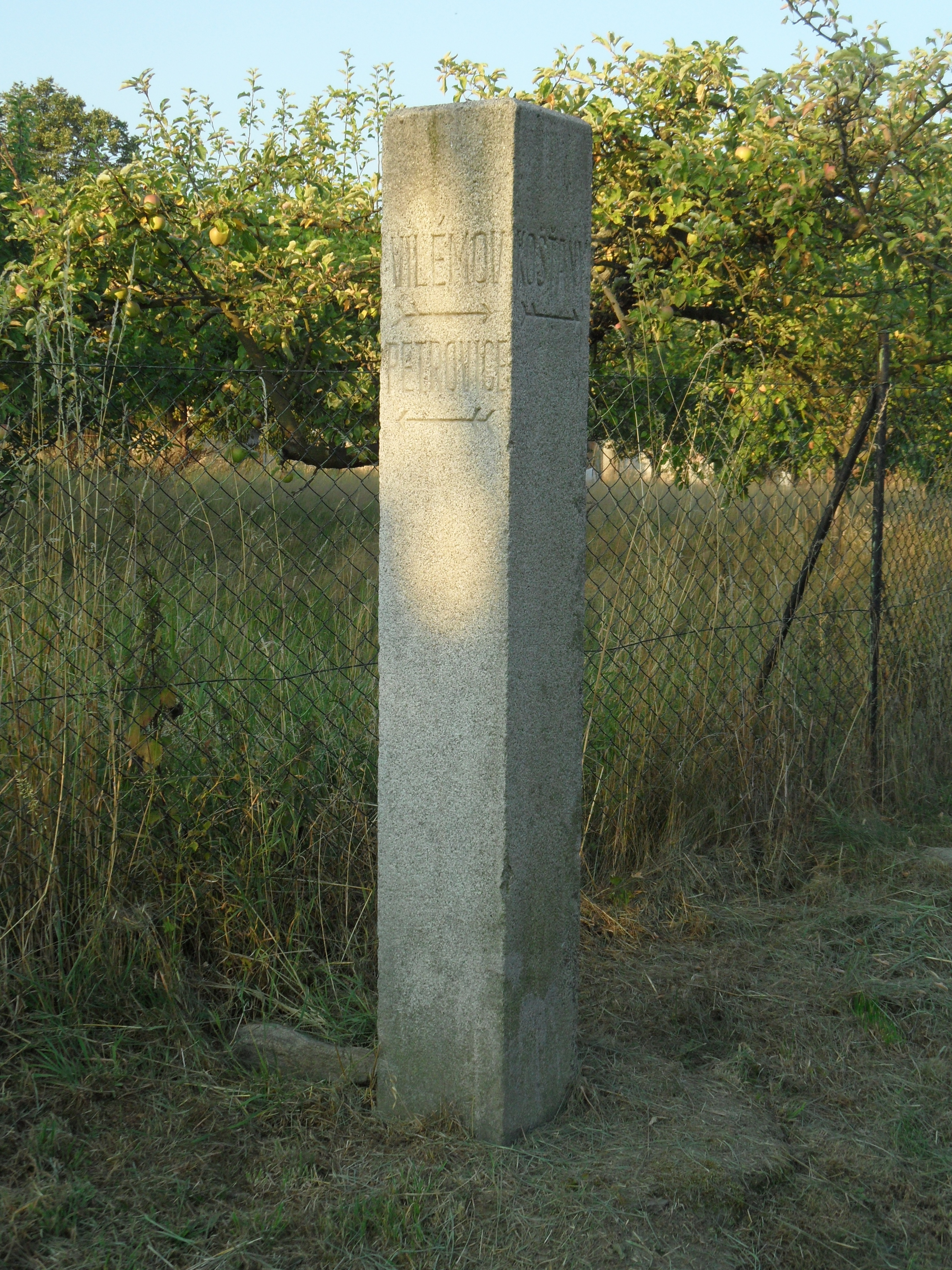
Starý kamenný silniční rozcestník
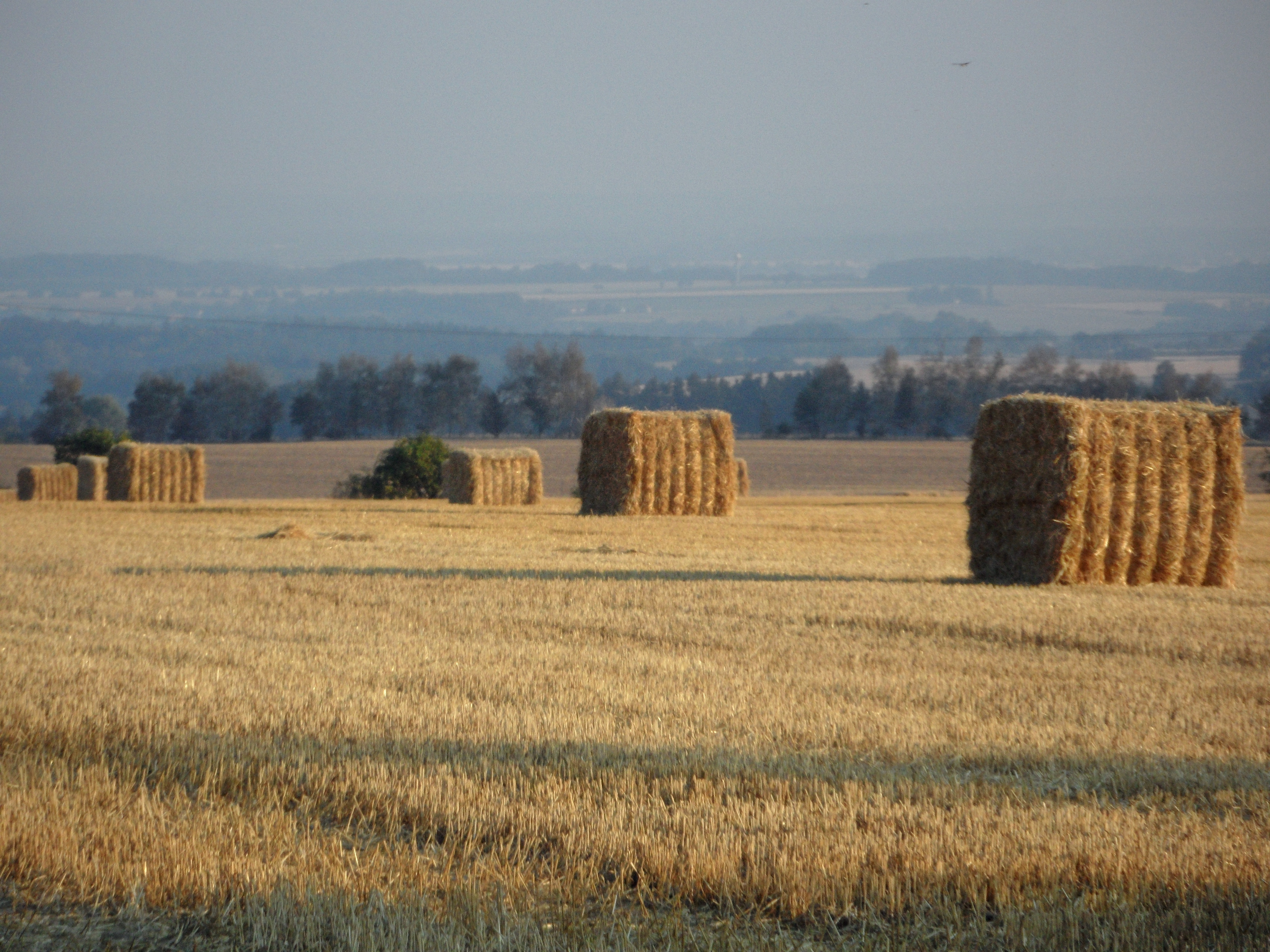
Rozcestí Pod výhledem